# Springfield (Michigan)
Springfield is een plaats (city) in de Amerikaanse staat Michigan, en valt bestuurlijk gezien onder Calhoun County.

## Demografie
Bij de volkstelling in 2000 werd het aantal inwoners vastgesteld op 5189. In 2006 is het aantal inwoners door het United States Census Bureau geschat op 5140, een daling van 49 (−0,9%).

## Geografie
Volgens het United States Census Bureau beslaat de plaats een oppervlakte van 9,7 km², waarvan 9,6 km² land en 0,1 km² water.

## Plaatsen in de nabije omgeving
De onderstaande figuur toont nabijgelegen plaatsen in een straal van 16 km rond Springfield.